# ژلزاری
ژلزاری (به بلغاری: Zhelezari) یک منطقهٔ مسکونی در بلغارستان است که در ایوالوفگراد واقع شده‌است.